# Phyllomyza silesiaca
Phyllomyza silesiaca is een vliegensoort uit de familie van de Milichiidae. De wetenschappelijke naam van de soort is voor het eerst geldig gepubliceerd in 1935 door Duda.